# Classe Dobrynya Nikitich
Le navi appartenenti alla classe Dobrynya Nikitich (progetto 97 secondo la classificazione russa) sono rompighiaccio portuali costruite tra il 1959 ed il 1974 nei cantieri di San Pietroburgo. Ne sono state costruite due versioni: progetto 97 e progetto 97P. Questa classe di navi prende il nome dal bogatyr Dobrynja Nikitič.

## Il progetto 97
Il progetto 97 è la versione base, costruita in circa 20 unità. Impiegata prevalentemente per scopi civili, alcune unità sono state (e sono tuttora) inquadrate anche nella marina militare russa. Oggi con quest'ultima ne rimangono in servizio cinque.
- Dobrynya Nikitich: entrata in servizio nel 1960 ed operativa nella Flotta del Mar Nero.
- Purga: entrata in servizio nel 1961 ed operativa nella Flotta del Baltico.
- Buran: entrata in servizio nel 1966 ed operativa nella Flotta del Baltico.
- Sadko: entrata in servizio nel 1968 ed operativa nella Flotta del Pacifico.
- Peresvet: entrata in servizio nel 1970 ed operativa nella Flotta del Nord.

Per quanto riguarda le altre unità in servizio con la flotta, la Vyuga è stata demolita nel 1991 e la Il'ya Muromets nel 1993.
Altre due unità, la Georgiy Sedov (entrata in servizio nel 1965) e la Petr Pakhtusov (operativa dal 1966) sono utilizzate dal servizio meteorologico per le previsioni.
Inoltre, un rompighiaccio di questa classe risulta in servizio anche con la marina del Vietnam. Equipaggiato con armamento leggero, è stato ceduto dalla Russia nel 1996. Viene utilizzato probabilmente come rimorchiatore, nave da salvataggio e trasporto. Il nome di tale unità non è conosciuto. Risulta ormeggiato nel porto di Đà Nẵng.
Altre due unità risultano utilizzate per scopi civili in Ucraina. Sono ormeggiate ad Odessa.

## Il progetto 97P
Il progetto 97P (o classe Ivan Susanin, come vengono anche chiamate) è una variante costruita per la guardia costiera dell'allora KGB, con compiti di pattugliamento. Tecnicamente molto simile, è però caratterizzata da dimensioni maggiori (3.710 tonnellate di dislocamento, raggiunge i 70 metri di lunghezza) e dalla presenza di una piattaforma per elicotteri (che attualmente pare non siano imbarcati).
Ne sono state costruite due. Oggi rimane in servizio solo la Ivan Susanin (che non è in servizio con la Guardia Costiera Federale, ma che è stata disarmata e trasferita alla flotta), operativa dal 1973 ed attiva nella Flotta del Pacifico. L'unità gemella Ruslan è stata demolita nel 1996.